# Шимон Окольський
Шимон Око́льський (Окульський) гербу Равич (також Симон, Симеон, пол. Szymon Okolski (Okólski), лат. Simon Okolski; 1580, Кам'янець-Подільський — 1653, Львів) — польський шляхтич, домініканський чернець, шляхетський хроніст і мемуарист Речі Посполитої, відомий геральдик та проповідник. Автор гербівника «Orbis Polonus» у трьох томах (1641—1643).

## Біографічні відомості
Ш. Окольський — перший вікарій конвенту (монастиря) у місті Тисмениця після фундушу Миколая Потоцького-«ведмежої лапи» для парафії РКЦ в місті 1630 року, керівництво якою віддали домініканцям.
Між 1638 та 1641 роками — пріор Домініканського монастиря в Старокостянтинові. 1641 року — пріор Кам'янецького домініканського монастиря. Оскільки замолоду навчався і прийняв свячення в Кам'янці, то став відомим як Шимон із Кам'янця. 1648 року — провінціал домініканського Ордену на Русі (з центром у Львові). Його вважають світочем домініканського ордену.
Окольський був капеланом військ, які приборкували селянсько-козацьке повстання в Україні під керівництвом гетьмана Павла Бута (Павлюка) та Якова Острянина, полковників Карпа Скидана та Дмитра Гуні (1637–1638).
Залишив щоденники, опубліковані в Замості (Польща) (1638), з детальними описами битв військ Миколая Потоцького з повстанцями під Кумейками, Лубнами, Говтвою, облоги їхнього табору на річці Старці. Щоденники Окольського перекладали українською мовою, а літописці-історики Самійло Величко та Степан Лукомський публікували ці щоденники у своїх творах. Є думка, що щоденники Окольського використав Микола Гоголь при написанні історичного роману «Тарас Бульба».

## Твори
- «Dyaryusz transakcyi wojennej między wojskiem koronnem i zaporoskiem w r. 1637 miesiąca Grudnia przez Mikołaja Potockiego zaczętej i dokończonej» (Замостя, 1638)
- «Kontynuacya dyaryusza wojennego» (Краків, 1639);
- «Orbis polonus etc.» (Краків, 1641—1643) — гербовник шляхетських родів;
- Russia, florida rosis et lillis… — Русь, квітуча трояндами і ліліями. Історія домініканського ордену на руських землях, Львів, друкарня колегіуму, 1646;
- Fundament przeciw fundamentowi... Na obsequiach… — Львів, друкарня колегіуму, 1643
- «Żywoty niektórych św. zakonnic dominikanek» (Краків, 1638).

Крім того, у домініканському монастирі у Львові зберігають рукописи Ш. Окольського («Miscellanea»).

## Вшанування
У 1913—1943 роках у Львові була вулиця названа на пошану Шимона Окольського (нині — вулиця Старицького).

## Галерея

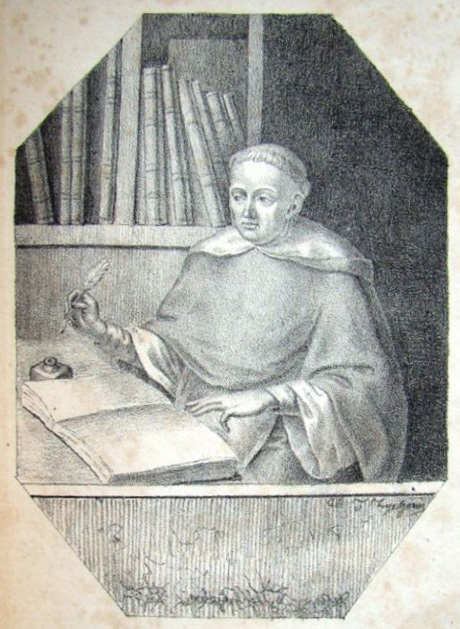
Шимон Окольський
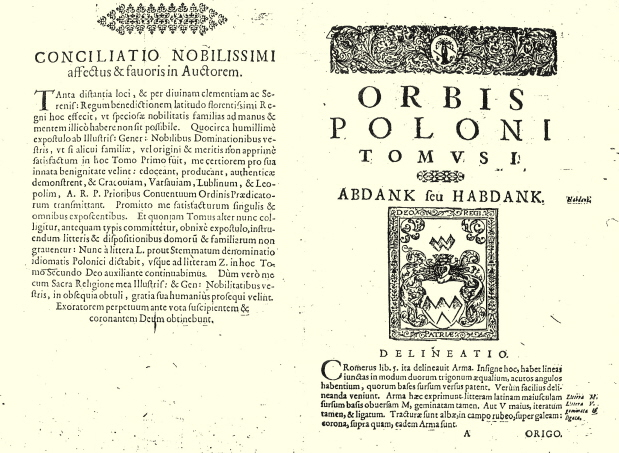
Сторінка з гербівника С. Окольського «Orbis Poloni» (1642)
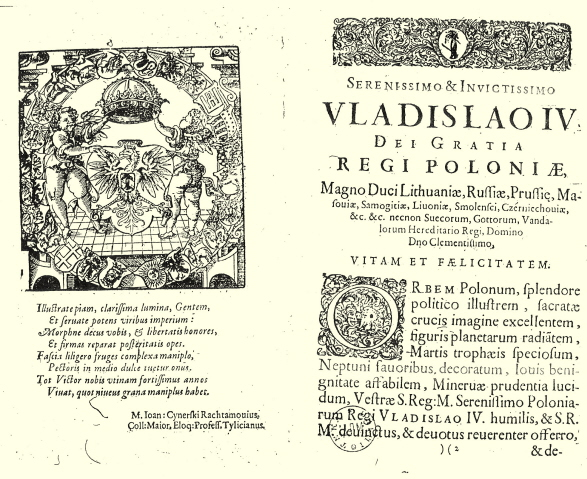
«Orbis Poloni» відкривається вдячним вітанням до польського короля Владислава IV Вази